# Кокошкі (Підляське воєводство)
Кокошкі (пол. Kokoszki) — село в Польщі, у гміні Візна Ломжинського повіту Підляського воєводства.
Населення — 75 осіб (2011).
У 1975-1998 роках село належало до Ломжинського воєводства.

## Демографія
Демографічна структура станом на 31 березня 2011 року:
|          | Загалом | Допрацездатний вік | Працездатний вік | Постпрацездатний вік |
| -------- | ------- | ------------------ | ---------------- | -------------------- |
| Чоловіки | 38      | 9                  | 25               | 4                    |
| Жінки    | 37      | 17                 | 16               | 4                    |
| Разом    | 75      | 26                 | 41               | 8                    |